# Liste der Monuments historiques in La Rochette (Seine-et-Marne)
Die Liste der Monuments historiques in La Rochette (Seine-et-Marne) führt die Monuments historiques in der französischen Gemeinde La Rochette auf.

## Liste der Bauwerke
| Bezeichnung | Beschreibung | Standort | Kennzeichnung | Schutzstatus | Datum     | Bild           |
| ----------- | ------------ | -------- | ------------- | ------------ | --------- | -------------- |
| Schloss     | Erbaut 1772  | (Lage)   | PA00087257    | Inscrit      | 1978 1995 | weitere Bilder |

## Liste der Objekte
Zum Verständnis siehe: Kirchenausstattung
- Monuments historiques (Objekte) in La Rochette (Seine-et-Marne) in der Base Palissy des französischen Kultusministeriums